# Рукометна репрезентација Холандије
Рукометна репрезентација Холандије представља Холандију у међународним такмичењима у рукомету. Налази се под контролом Рукометног савеза Холандије.

## Учешћа репрезентације на међународним такмичењима

### Олимпијске игре
Није учествовала

### Светско првенство
| Година    | Коло                  | Пласман               | ИГ                    | П                     | Н                     | И                     | ГД                    | ГП                    | ГР                    |
| --------- | --------------------- | --------------------- | --------------------- | --------------------- | --------------------- | --------------------- | --------------------- | --------------------- | --------------------- |
| 1954—1958 | Није се квалификовала | Није се квалификовала | Није се квалификовала | Није се квалификовала | Није се квалификовала | Није се квалификовала | Није се квалификовала | Није се квалификовала | Није се квалификовала |
| 1961.     | Прва фаза             | 11. место             | 2                     | 0                     | 0                     | 2                     | 18                    | 54                    | -36                   |
| 1964—2021 | Није се квалификовала | Није се квалификовала | Није се квалификовала | Није се квалификовала | Није се квалификовала | Није се квалификовала | Није се квалификовала | Није се квалификовала | Није се квалификовала |
| / 2023.   | Друга фаза            | 14. место             | 6                     | 3                     | 0                     | 3                     | 177                   | 165                   | +12                   |
| Укупно    | 2 учешћа              | —                     | 8                     | 3                     | 0                     | 5                     | 195                   | 219                   | -24                   |

### Европско првенство
| Година  | Коло      | Пласман   | ИГ | П | Н | И | ГД | ГП | ГР  |
| ------- | --------- | --------- | -- | - | - | - | -- | -- | --- |
| / 2020. | Прва фаза | 17. место | 3  | 1 | 0 | 2 | 80 | 94 | -14 |
| Укупно  | 2/16      | —         | 3  | 1 | 0 | 2 | 80 | 94 | -14 |